# Пётр Антонович
Пётр Антонович (19 марта (30 марта) 1745, Холмогоры — 19 января (30 января) 1798, Хорсенс) — второй сын герцога Антона Ульриха и принцессы Мекленбургской Анны Леопольдовны, брат российского императора Ивана VI.

## Биография
Родился 30 марта 1745 года в Холмогорах в семье опального герцога Антона Ульриха Брауншвейгского.
Правнук царя Ивана Алексеевича, старшего брата Петра I, внучатый племянник императрицы Анны Иоанновны. С 5 июля 1764 года, с момента убийства в Шлиссельбурге старшего брата Ивана, формально-юридически — первый легитимный претендент на Российскую императорскую корону.
Родители Петра Антоновича жили на архиерейском подворье в Холмогорах в ссылке, поскольку согласно завещанию Анны Иоанновны брауншвейгские принцы и принцессы имели больше прав на престол, чем сама императрица Елизавета Петровна и её племянник Пётр Фёдорович, объявленный наследником. 
В Холмогорах семья занимала дом епископа. В отличие от старшего брата, свергнутого императора Ивана VI, который был помещён в отдельную комнату, младшие братья и сёстры жили вместе со своим отцом. Поскольку после смерти матери (Анна Леопольдовна умерла в Холмогорах в 1746 году родами младшего сына Алексея) их отец, герцог Антон-Ульрих, имел отношения со служанками, прислуга его детей в конечном итоге стала состоять из их единокровных братьев и сестёр.
По императорскому указу 1750 года принцев и принцесс было запрещено обучать чтению и письму.
В 1766 году новая императрица Екатерина II, по происхождению — также германская принцесса, предложила отцу семейства свободу, но он отказался разлучаться с детьми и оставался с ними до самой смерти в 1774 году.
В 1780 году Екатерина II повелела освободить сирот и передать их под опеку тётки, сестры их покойного отца, вдовствующей королевы Дании Юлианы-Марии. Перед освобождением их привезли в Архангельск на допрос к губернатору Алексею Петровичу Мельгунову. Мельгунов по поручению Екатерины составил описание брауншвейгского семейства. Он сообщил, что все четверо братьев и сестер были физически слабыми; так, Пётр Антонович назван кособоким и кривоногим. Несмотря на физическую слабость, все четверо были описаны как умные и приятные в общении люди, которые сами научились читать и писать, несмотря на императорский запрет. Они дружили между собой, вместе ухаживали за садом, курами и утками, ездили на лошадях, играли в шахматы и карты. Главой Брауншвейгского семейства в отчёте Мельгунова значилась старшая сестра Петра Елизавета Антоновна.
Перед освобождением братьям и сёстрам был предоставлен новый гардероб и вручены подарки от императрицы. Когда им сказали о переезде в Данию, они попросили, чтобы их поселили в отдалённом месте, где мало людей. Они покинули Россию на корабле 27 июня 1780 года, а 30 августа того же года прибыли в Данию. По бюрократическим причинам они были вынуждены расстаться со своими слугами (большей частью единокровными братьями и сёстрами, также детьми герцога Антона-Ульриха). Их тётка Юлиана-Мария так никогда их не навестила. Они жили в относительном комфорте под домашним арестом в Хорсенсе за счёт императрицы Екатерины и имели небольшой «двор», состоящий из полусотни датчан, за исключением их русского православного священника. Братья и сёстры, не привыкшие к своей новой относительной свободе и окружённые людьми, чей язык они не понимали, были несчастны в Дании.
Умер 30 января 1798 года.